# Savi's dwergvleermuis
Savi's dwergvleermuis (Hypsugo savii) is een vleermuis uit de familie der gladneuzen (Vespertilionidae). Tot voor kort werd hij tot het geslacht van de echte dwergvleermuizen (Pipistrellus) gerekend, in een apart ondergeslacht Hypsugo, maar fylogenetische analyses hebben aangetoond dat het ondergeslacht Hypsugo nauwer verwant is aan het geslacht Vespertilio dan aan het ondergeslacht Pipistrellus, zodat Hypsugo nu als een apart geslacht wordt gezien.

## Beschrijving
De vacht van deze dwergvleermuis verschilt van gelig bruin tot donkerbruin met goudkleurige haarpunten. De onderzijde is lichtgelig tot grijzig wit. Er loopt een duidelijke scheiding tussen de boven- en onderzijde van de vacht. Hij verschilt van andere dwergvleermuizen door de bredere, rondere oren. De oren en snuit zijn donkerbruin tot zwart, en de vleugels zijn donkerbruin. Savi's dwergvleermuis heeft een kop-romplengte van 40 tot 54 millimeter, met een staartje van 31 tot 43 millimeter. De spanwijdte is 220 tot 225 millimeter. Savi's dwergvleermuis wordt 5 tot 10 gram zwaar.

## Gedrag
's Nachts vliegt de dwergvleermuis uit, vlak na zonsondergang. Hij jaagt gedurende de hele nacht op kleine vliegende insecten, zoals vlinders, muggen, gaasvliegen en kevertjes, die hij waarschijnlijk hoog in de lucht vangt. Hij jaagt bij boomkruinen, langs rotswanden en bij lantaarnpalen. Langs de Adriatische Zee leeft de soort ook in kliffen aan de kust. Hier wordt het dier ook overdag aangetroffen, waarbij het vlak over het zeeoppervlak vliegt.
De soort overwintert alleen in rotsspleten, boomholten, grotten en gebouwen in lager gelegen valleien.
De paartijd loopt van eind augustus tot september. De kraamkamers bevinden zich in boomholten, rotsspleten en huizen, tot 1200 meter hoogte. Hier leven twintig tot zeventig vrouwtjes bij elkaar, maar ook kleinere groepen van vijf tot tien vrouwtjes zijn bekend. Midden juni tot midden juli worden (één tot) twee jongen geboren. De jongen wegen 1,2 gram bij de geboorte.

## Leefgebied
Savi's dwergvleermuis is een bergbewoner. Hij leeft in rotsgebergten, alpenweiden en bergbossen, alsmede rond huizen en in karstgebieden, tot 2600 meter hoogte. Hij komt voor in Zuid-Europa, Noordwest-Afrika, de Canarische Eilanden, Kaapverdië, Israël en Libanon, en van Turkije oostwaarts tot Mongolië, Korea, Japan, Noord-India en Myanmar.